# ليندساي ماسون
ليندساي ماسون (بالإنجليزية: Lindsey Mason)‏ هو لاعب كرة قدم أمريكية أمريكي، ولد في 1 أغسطس 1955 في بالتيمور في الولايات المتحدة.

## وصلات خارجية
- ليندساي ماسون على موقع مرجع كرة القدم المحترفة.كوم (الإنجليزية)